# Starogard Gdański

Stemă

Starogard Gdański este un oraș în Polonia.

## Personalități născute aici
- Kazimierz Deyna (1947 - 1989), fotbalist.